# Ревишин, Александр Петрович

Ревишин А. П. с детьми

Алекса́ндр Петро́вич Ревишин (1870—1920) — генерал-майор, герой Первой мировой войны.

## Биография
Православный. Из дворян.
Окончил Петровский Полтавский кадетский корпус (1889) и Николаевское кавалерийское училище (1891), откуда выпущен корнетом в 25-й драгунский Казанский полк.
Чины: поручик (1894), штабс-ротмистр (1897), капитан ГШ (1901), подполковник (ВП 29.03.1909), полковник (ВП 25.03.1912), генерал-майор (за отличие, ВП 29.09.1917).
Окончил Николаевскую академию Генерального штаба по 1-му разряду (1904) и годовой курс Офицерской кавалерийской школы (1905).
Участвовал в русско-японской войне. Затем состоял обер-офицером для особых поручений при штабе 9-го армейского корпуса (1905—1906) и старшим адъютантом штаба 2-й казачьей сводной дивизии (1906—1908). С 21 августа 1908 года был прикомандирован к Тверскому кавалерийскому училищу для преподавания военных наук.
18 июля 1914 года назначен начальником штаба 1-й Туркестанской казачьей дивизии, с которой вступил в Первую мировую войну. Был награждён Георгиевским оружием
За то, что в бою 21-го авг. 1914 г., подвергая свою жизнь опасности, произвел рекогносцировку и, правильно оценив обстановку, содействовал начальнику дивизии в достижении общего успеха, а также лично повел в атаку части дивизии.
2 декабря 1914 года переведен на должность начальника штаба в 3-ю Донскую казачью дивизию, а 12 июня 1915 года — в 16-ю кавалерийскую дивизию. 24 января 1916 года назначен командиром Крымского конного полка, 7 июля 1917 года — начальником штаба 9-й кавалерийской дивизии, а 3 сентября переведен на ту же должность во 2-й кавалерийский корпус. В конце 1917 года — командующий 9-й кавалерийской дивизией, которая была украинизирована и переименована в 3-ю Сердюцкую конную дивизию войск Центральной рады.
В 1918 году служил в армии и администрации гетмана Скоропадского. С 20 июля 1918 года был начальником административного управления канцелярии Военного министерства Украинской державы, 26 октября 1918 года уволен со службы по прошению от 1 октября 1918 года. Поступил в Особый корпус гетманской армии, который с участием Германской армии формировался для борьбы с большевиками из офицеров, отказавшихся от службы в Армии УНР. 22 октября 1918 назначен командующим Особого корпуса. В ноябре-декабре 1918 года находился в Киеве и принимал участие в боях с войсками Директории.
В декабре 1918 года выехал в Одессу и 26 января 1919 года вошел в состав ВСЮР Белого Движения. В январе-мае 1919 года состоял в резерве чинов при штабе Главнокомандующего ВСЮР. Участвовал в формировании чеченских частей и 13 июня того же года назначен командиром Чеченской конной дивизии. В сентябре 1919 года — командир отряда, действовавшего против войск Махно. 5 ноября 1919 года — командующий группой войск особого назначения. С декабря 1919 года по начало 1920 года — командир Сводно-Чеченского конного полка.
В Русской армии с 18 марта 1920 года — командир Отдельной Крымской конной бригады, затем — 3-й конной дивизии.
27 мая 1920 года был взят в плен Красной армией (Конной армией Будённого) в результате налета на Ново-Михайловку, где был разгромлен штаб его дивизии. 25 июня 1920 года упоминается живым в телеграмме члена РВС ЮЗФ Сталина, как допрашиваемый в штабе красных. Дальнейшая судьба неизвестна. По некоторым данным — расстрелян в июне 1920 года.

## Семья
- Наталья Васильевна — жена.
- Ревишин Николай Петрович (20.11.1868 — 1944) — брат. Полковник, воспитатель Суворовского кадетского корпуса в Варшаве. В составе ВСЮР. В эмиграции.

Дети:
- Ревишин Святослав Александрович (20.06.1900 — 03.10.1981) — сын. Унтер-офицер. В составе ВСЮР. В эмиграции.
- Ольга
- Николай
- Александр
- Михаил?

## Награды
- Орден Святого Станислава 3-й ст. (1899);
- Орден Святой Анны 3-й ст. (1907);
- Орден Святого Станислава 2-й ст. (ВП 06.12.1909);
- Орден Святого Владимира 4-й ст. с мечами и бантом (ВП 15.02.1915);
- Орден Святого Владимира 3-й ст. с мечами (ВП 27.02.1915);
- Георгиевское оружие (ВП 09.03.1915);
- Орден Святой Анны 2-й ст. с мечами (ВП 12.05.1915).